# Microrregión de Barreiras
La microrregión de Barreiras es una de las  microrregiones del estado brasileño de la Bahia perteneciente a la mesorregión  Extremo Oeste Baiano. Su población fue estimada en 2005 por el IBGE en 232.592 habitantes y está dividida en siete municipios. Posee un área total de 52.778,771 km².

## Municipios
- Baianópolis
- Barreiras
- Catolândia
- Formosa do Rio Preto
- Luís Eduardo Magalhães
- Riachão das Neves
- São Desidério

- Datos: Q2466013